# Campionat de França de rugbi Pro D2 2012-2013
El Campionat de França de rugbi Pro D2 2012-2013 on el vigent campió és el FC Grenoble que està jugant al Top-14 aquest any, s'inicià el 25 d'agost del 2012. Acabà el 20 de maig del 2013. La US Oyonnax, al primer lloc de la classificació pujà directament al Top 14. El CA Brive-Corrèze va guanyar el dret de jugar-hi, vencedor de les lliguetes d'ascens.

## Resultats
| Clubs                    | PARC    | SCA     | FCAA    | SACA    | ASBH    | CABC    | USC     | USCO    | USDR    | SR      | LOU     | RCME    | RCNM    | USO     | SP      | TPR     |
| ------------------------ | ------- | ------- | ------- | ------- | ------- | ------- | ------- | ------- | ------- | ------- | ------- | ------- | ------- | ------- | ------- | ------- |
| Pays d'Aix Rugby Club    |         | 27 – 12 | 33 – 9  | 24 – 30 | 15 – 14 | 25 – 30 | 22 – 21 | 16 – 17 | 28 – 19 | 9 – 28  | 12 – 25 | 34 – 22 | 28 – 22 | 16 – 23 | 18 – 29 | 16 – 20 |
| SC Albi                  | 49 – 21 |         | 13 – 12 | 25 – 19 | 16 – 10 | 16 – 20 | 23 – 11 | 22 – 20 | 25 – 15 | 34 – 21 | 35 – 24 | 26 – 19 | 11 – 14 | 11 – 13 | 13 – 19 | 28 – 22 |
| FC Auscitain Armagnac    | 6 – 9   | 22 – 10 |         | 12 – 19 | 40 – 21 | 16 – 22 | 24 – 23 | 19 – 19 | 15 – 6  | 3 – 20  | 13 – 10 | 30 – 16 | 26 – 26 | 13 – 40 | 33 – 26 | 16 – 17 |
| Stade aurillacois        | 42 – 19 | 22 – 22 | 12 – 6  |         | 33 – 24 | 27 – 20 | 32 – 17 | 13 – 11 | 38 – 16 | 17 – 10 | 19 – 16 | 28 – 7  | 32 – 15 | 23 – 22 | 21 – 18 | 24 – 39 |
| AS Béziers Hérault       | 39 – 28 | 25 – 13 | 18 – 11 | 24 – 18 |         | 20 – 27 | 10 – 14 | 25 – 9  | 22 – 9  | 31 – 25 | 20 – 16 | 26 – 16 | 17 – 34 | 28 – 33 | 16 – 19 | 11 – 3  |
| CA Brive-Corrèze         | 24 – 8  | 24 – 10 | 16 – 11 | 13 – 9  | 28 – 3  |         | 16 – 22 | 33 – 12 | 26 – 14 | 30 – 10 | 19 – 19 | 30 – 3  | 24 – 16 | 30 – 29 | 22 – 18 | 30 – 10 |
| U S Carcassonnaise       | 16 – 15 | 22 – 21 | 27 – 10 | 28 – 32 | 12 – 8  | 34 – 14 |         | 32 – 7  | 37 – 30 | 23 – 18 | 52 – 12 | 44 – 23 | 20 – 27 | 25 – 21 | 12 – 12 | 14 – 9  |
| US Colomiers             | 28 – 9  | 17 – 6  | 9 – 3   | 22 – 29 | 28 – 24 | 16 – 18 | 22 – 19 |         | 22 – 15 | 25 – 30 | 19 – 19 | 55 – 27 | 29 – 25 | 25 – 13 | 23 – 12 | 34 – 6  |
| US Dax Rugby             | 25 – 15 | 30 – 18 | 19 – 12 | 16 – 31 | 25 – 14 | 21 – 20 | 22 – 9  | 24 – 25 |         | 15 – 22 | 29 – 5  | 44 – 10 | 12 – 15 | 12 – 33 | 15 – 9  | 15 – 13 |
| Stade rochelais          | 39 – 21 | 15 – 13 | 24 – 10 | 49 – 19 | 48 – 11 | 36 – 16 | 24 – 22 | 21 – 17 | 32 – 6  |         | 9 – 3   | 44 – 27 | 21 – 15 | 12 – 22 | 18 – 16 | 38 – 13 |
| Lyon OL U                | 50 – 16 | 26 – 12 | 26 – 12 | 33 – 6  | 63 – 15 | 17 – 17 | 13 – 15 | 24 – 6  | 30 – 13 | 22 – 15 |         | 32 – 25 | 36 – 16 | 31 – 33 | 19 – 26 | 30 – 12 |
| RC Massy Essonne         | 21 – 18 | 29 – 34 | 9 – 9   | 17 – 24 | 31 – 16 | 15 – 17 | 9 – 3   | 13 – 9  | 20 – 20 | 15 – 19 | 23 – 37 |         | 39 – 37 | 16 – 29 | 44 – 20 | 26 – 28 |
| RC Narbonne Méditerranée | 22 – 24 | 18 – 15 | 31 – 15 | 45 – 21 | 22 – 22 | 28 – 17 | 28 – 13 | 20 – 16 | 22 – 19 | 18 – 13 | 32 – 21 | 28 – 25 |         | 6 – 9   | 13 – 17 | 26 – 38 |
| US Oyonnax               | 22 – 10 | 40 – 6  | 55 – 3  | 36 – 20 | 38 – 3  | 40 – 19 | 32 – 5  | 27 – 6  | 46 – 26 | 18 – 3  | 23 – 20 | 41 – 17 | 40 – 13 |         | 26 – 21 | 21 – 18 |
| Section Paloise          | 37 – 0  | 22 – 19 | 22 – 15 | 22 – 11 | 15 – 6  | 12 – 9  | 22 – 18 | 30 – 3  | 47 – 23 | 40 – 25 | 19 – 9  | 37 – 8  | 26 – 23 | 73 – 27 |         | 25 – 6  |
| Tarbes Pyrénées Rugby    | 33 – 16 | 31 – 22 | 14 – 16 | 15 – 9  | 53 – 13 | 15 – 26 | 37 – 30 | 41 – 14 | 44 – 12 | 37 – 26 | 22 – 8  | 29 – 26 | 21 – 14 | 25 – 25 | 24 – 14 |         |

## Classificació
| Classificació general de la Pro D2 | Classificació general de la Pro D2 | Classificació general de la Pro D2 | Classificació general de la Pro D2 | Classificació general de la Pro D2 | Classificació general de la Pro D2 | Classificació general de la Pro D2 | Classificació general de la Pro D2 | Classificació general de la Pro D2 | Classificació general de la Pro D2 | Classificació general de la Pro D2 | Classificació general de la Pro D2 | Classificació general de la Pro D2 | Classificació general de la Pro D2 | Classificació general de la Pro D2 |
| Class.                             | Clubs                              | Pts                                | J                                  | G                                  | E                                  | P                                  | B0                                 | BD                                 | pf                                 | pc                                 | p±                                 | af                                 | ac                                 | a±                                 |
| ---------------------------------- | ---------------------------------- | ---------------------------------- | ---------------------------------- | ---------------------------------- | ---------------------------------- | ---------------------------------- | ---------------------------------- | ---------------------------------- | ---------------------------------- | ---------------------------------- | ---------------------------------- | ---------------------------------- | ---------------------------------- | ---------------------------------- |
| 1.                                 | US Oyonnax                         | 111                                | 30                                 | 24                                 | 1                                  | 5                                  | 10                                 | 3                                  | 877                                | 536                                | 341                                | 86                                 | 43                                 | 43                                 |
| 2.                                 | CA Brive-Corrèze                   | 94                                 | 30                                 | 20                                 | 2                                  | 8                                  | 6                                  | 4                                  | 657                                | 532                                | 125                                | 57                                 | 35                                 | 25                                 |
| 3.                                 | Section Paloise                    | 93                                 | 30                                 | 20                                 | 1                                  | 9                                  | 5                                  | 6                                  | 725                                | 519                                | 206                                | 66                                 | 37                                 | 29                                 |
| 4.                                 | Stade rochelais                    | 87                                 | 30                                 | 19                                 | 0                                  | 11                                 | 6                                  | 5                                  | 718                                | 568                                | 150                                | 67                                 | 38                                 | 30                                 |
| 5.                                 | Stade aurillacois                  | 82                                 | 30                                 | 19                                 | 1                                  | 10                                 | 0                                  | 4                                  | 680                                | 643                                | 37                                 | 52                                 | 47                                 | 5                                  |
| 6.                                 | Tarbes Pyrénées Rugby              | 80                                 | 30                                 | 17                                 | 1                                  | 12                                 | 5                                  | 5                                  | 695                                | 625                                | 70                                 | 56                                 | 44                                 | 12                                 |
| 7.                                 | U S Carcassonnaise                 | 74                                 | 30                                 | 15                                 | 1                                  | 14                                 | 3                                  | 9                                  | 640                                | 595                                | 45                                 | 49                                 | 44                                 | 5                                  |
| 8.                                 | Lyon OL U                          | 72                                 | 30                                 | 13                                 | 3                                  | 14                                 | 6                                  | 8                                  | 696                                | 585                                | 111                                | 69                                 | 37                                 | 32                                 |
| 9.                                 | RC Narbonne Méditerranée           | 69                                 | 30                                 | 14                                 | 2                                  | 14                                 | 0                                  | 9                                  | 673                                | 670                                | 3                                  | 45                                 | 59                                 | -16                                |
| 10.                                | US Colomiers                       | 66                                 | 30                                 | 13                                 | 2                                  | 15                                 | 2                                  | 8                                  | 568                                | 615                                | -47                                | 38                                 | 46                                 | -11                                |
| 11.                                | SC Albi                            | 59                                 | 30                                 | 12                                 | 1                                  | 17                                 | 1                                  | 8                                  | 580                                | 630                                | -50                                | 40                                 | 45                                 | -3                                 |
| 12.                                | AS Béziers Hérault                 | 51                                 | 30                                 | 10                                 | 1                                  | 19                                 | 1                                  | 8                                  | 534                                | 742                                | -208                               | 40                                 | 64                                 | -24                                |
| 13.                                | FC Auscitain Armagnac              | 50                                 | 30                                 | 8                                  | 3                                  | 19                                 | 1                                  | 11                                 | 442                                | 612                                | -170                               | 26                                 | 49                                 | -23                                |
| 14.                                | US Dax Rugby                       | 49                                 | 30                                 | 10                                 | 1                                  | 19                                 | 2                                  | 5                                  | 567                                | 708                                | -141                               | 29                                 | 59                                 | -31                                |
| 15.                                | Pays d'Aix Rugby Club              | 45                                 | 30                                 | 9                                  | 0                                  | 21                                 | 2                                  | 7                                  | 552                                | 774                                | -222                               | 37                                 | 72                                 | -34                                |
| 16.                                | RC Massy Essonne                   | 37                                 | 30                                 | 6                                  | 2                                  | 22                                 | 0                                  | 9                                  | 598                                | 848                                | -250                               | 51                                 | 89                                 | -39                                |

## Lliguetes d'ascens
| Semifinals       | Semifinals | Semifinals       |
| ---------------- | ---------- | ---------------- |
| Section Paloise  | 30 – 16    | Stade rochelais  |
| CA Brive-Corrèze | 30 – 14    | CA Brive-Corrèze |

| Final            | Final   | Final           |
| ---------------- | ------- | --------------- |
| CA Brive-Corrèze | 30 – 10 | Section Paloise |

| Promogut         |
| ---------------- |
| CA Brive-Corrèze |